# Соціальний міф
Соціа́льний мі́ф — продукт людської свідомості, хибні уявлення суспільства про процеси чи об'єкти навколишнього середовища, що ґрунтуються на неправдивих псевдонаукових фактах або вигадках.
Умовно всі міфи можна поділити за їхніми функціями та видами:

## Функції
Соціальні міфи, розраховані на суспільство, виконують такі функції: стабілізуючу, коли при умілому проведенні аналогій суспільство успішно долає складні етапи розвитку; об'єднуючу, коли суспільство мобілізується на виконання загальної задачі; абсорбуючу, потреба в якій виникає під час вливання в суспільство нових великих груп чи під час масової еміграції та утворення нових державних одиниць; ізолюючу, яка відділяє частину населення чи групу людей, створюючи умови для здійснення над ними насильства; дестабілізуючу, яка широко використовується опозицією для розколу суспільства та досягнення своєї мети.

## Види та характеристики
Явний міф (фольклорні історії та персонажі, популярні особи та витвори мистецтва тощо) завжди широко застосовувався в психологічній боротьбі. Успіх його використання визначається інтересом аудиторії до його інтерпретації. Проте його вплив обмежений слабкою актуалізацією щодо реальних подій.
Прихований міф — частина системи суб'єктивних уявлень суспільства про навколишній світ. Він може бути ідеологічною, релігійною чи політичною установкою, забобоном, переконанням тощо. Суспільство сприймає цей міф як об'єктивне віддзеркалення реальності та його використання в матеріалах інформаційно-психологічного впливу (ІПВ) дозволяє досягти максимальної актуалізації матеріалу. З іншого боку, протиставлення прихованим міфам реальних фактів чи переконань викликає реакцію, протилежну меті ІПВ.
Довготривалі міфи є основою міфології конкретного суспільства. Як правило, вони стійкі та застосовуються тільки для притягнення уваги.
Флуктуативні міфи виникають і посилюються під впливом конкретної ситуації. Під час їх використання варто враховувати, що вони можуть взагалі не здійснювати впливу на аудиторію або бути для неї невідомими.
Зовнішній міф (регіональний і міждержавний) розрахований на аудиторію, яка не має уявлення про реальне життя в країні, й тому він є більш ідеалізованим.
Внутрішній міф заснований на традиції реального життя суспільства та завжди значно відрізняється від зовнішнього. Змішування цих категорій або використання, наприклад, зовнішнього міфу на аудиторію усередині країни також різко знижує ефективність ІПВ.
Глобальні міфи однаково актуальні як усередині суспільства, так і за його межами та є основою ідеології внутрішньої та зовнішньої політики держави.
Регіональні міфи мають яскраво виражений політичний характер, спрямовані на підтримку боротьби за розподіл сфер впливу в регіоні чи навіть на захоплення влади. Переважно вони є вторинними, похідними.
Міждержавні міфи обслуговують конкретні ініціативи стосовно двох або декількох держав. Вони спрямовані або на стабілізацію та розвиток відносин, або на погіршення та відчуження населення країн, які стають ворожими одна до одної. Об'єктом тут, як і в описаних вище групах міфів, є громадська думка та світогляд народів.
Загальнодержавні міфи формуються всередині конкретної країни та визначають світогляд нації. Зазвичай традиційні історичні, ідеологічні та соціально-політичні установки контролює влада, а міфи підтримують патріотичні та інші уявлення, що стабілізують суспільне життя.
Станові міфи обслуговують уявлення про близькість певних груп населення за становою чи професійною ознакою. Вони діють за простою схемою «свій-чужий» і ефективні навіть при зустрічі представників одного стану з різних країн. До цієї групи за принципом дії близькі вікові міфи.
Особистісний міф є категорією, що вимагає окремого розгляду, особливо якщо він діє у сфері культури та політики. Міфологізація особистості, створення образу чи «іміджу» завжди були невід'ємною частиною маніпулювання суспільною свідомістю. З іншого боку, у сфері політики, й особливо психологічної війни, існують міфи, об'єктом яких є всього одна особа. Зазвичай у цій ролі виступає глава держави, від якого вимагається ухвалення конкретного рішення чи, навпаки, зміна точки зору з певного питання. Подібні міфи створюються спецслужбами або зацікавленими особами н відрізняються надзвичайно коротким терміном дії.

## Рекомендована література
- С. Здіорук. Глорифікація // Політична енциклопедія. Редкол.: Ю. Левенець (голова), Ю. Шаповал (заст. голови) та ін. — К.: Парламентське видавництво, 2011. — с.148 ISBN 978-966-611-818-2.